# دي توماس
دي توماس (بالإنجليزية: Dee Thomas)‏ هو لاعب كرة قدم أمريكية أمريكي، ولد في 7 نوفمبر 1967 في مورغان سيتي في الولايات المتحدة.